# The Gnomes

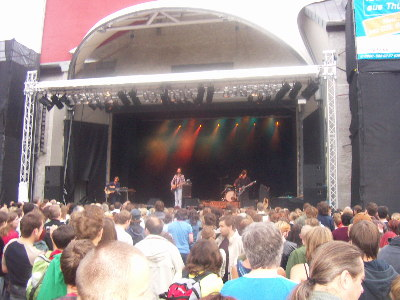
Auftritt der Gnomes in Jena (20. August 2005)

The Gnomes sind die Backingband des US-amerikanischen Sängers Adam Green, treten aber auch oft alleine auf. Sie bestehen aus Steven Mertens am E-Bass, Parker Kindred am Schlagzeug, Chris Isom an der Gitarre und Nathan Brown am Keyboard und an der Hammond-Orgel.
Nach den CDs, die sie gemeinsam mit Adam Green aufgenommen haben, wurde 2005 ihre erste eigene CD – der Titel lautet ebenfalls The Gnomes – veröffentlicht. Stilistisch entspricht die Musik der Band einer Mischung aus Country-Rock und Pop.

## Diskografie
- 2005: The Gnomes
- 2006: II
- 2010: III